# Dino Attanasio
Dino Attanasio (Milaan, 8 mei 1925) is een Italiaans stripauteur, die voornamelijk in België en Nederland werkte en ook de Belgische nationaliteit verkreeg. 

## Carrière
Dino Attanasio werd geboren in Milaan en volgde daar les aan de Academie. Hij begon als animator en werkte aan de tekenfilm De roos van Bagdad. In 1948 emigreerde hij naar België. Hij tekende er aanvankelijk de strips Fanfan en Polo voor de Franstalige krant La Libre Belgique. Daarna tekende hij enkele Verhalen van oom Wim voor het stripblad Robbedoes, maar hij werkte ook voor andere bladen als Line en Kuifje. Voor dat laatste blad creëerde hij samen met Goscinny in 1957 Signor Spaghetti. Deze reeks was succesvol en verscheen vele jaren, eerst in Kuifje, daarna in Formule 1 en nog later in Rigolo. Onder anderen Meys en Greg schreven scenario's voor deze stripreeks. In 1959 nam hij de reeks Ton en Tineke over van André Franquin en terwijl bleef hij ook werken voor de Italiaanse markt, onder andere met Gino en Ambrosius voor Il corriere dei piccoli.
Attanasio tekende ook in een meer realistische stijl: vanaf 1965 tekende hij albums van Bob Morane en in 1983 Soleil des damnés (uitgeverij Deligne).
Vanaf de jaren 1970 werkte Attanasio veel voor de Nederlandse markt. Op scenario van Martin Lodewijk tekende hij de strip Johnny Goodbye, op scenario van Yvan Delporte Bandoneon en op scenario van Dick Matena De Macaroni's. Deze strips werden gepubliceerd in het stripblad Pep en later in Eppo.
- Bibsys: 12039235
- Biblioteca Nacional de España: XX977629
- Bibliothèque nationale de France: cb118893606 (data)
- Catàleg d'autoritats de noms i títols de Catalunya: 981058608211706706
- Gemeinsame Normdatei: 115281479
- International Standard Name Identifier: 0000 0000 7828 733X
- Library of Congress Control Number: no2019002071
- Nationale bibliotheek van Australië: 36271828
- Nederlandse Thesaurus van Auteursnamen: 068952279
- Istituto Centrale per il Catalogo Unico: SBLV260026
- Système universitaire de documentation: 08348714X
- Trove: 1240257
- Virtual International Authority File: 37641648
- WorldCat: E39PBJkD3VGTTpmWvJc3rykbh3